# Giorgio Pianta
Giorgio Pianta, né le 11 juillet 1935 à Milan et décédé le 18 avril 2014 dans cette même ville (à 78 ans), est un pilote automobile italien essentiellement sur circuits, à bord de monoplaces puis de voitures de Grand Tourisme, ainsi qu'en courses de côte. 

## Biographie
Sa carrière de pilote en compétition automobile s'étale sur une trentaine d'années, entre 1957 (sur Opel) et 1987, après une première apparition lors des Mille Miglia en 1953 à 18 ans, aux côtés de Pietro Palmieri.
Il a essentiellement remporté à deux reprises le Tour d'Italie automobile, en 1975 associé une première fois à Bruno Scabini sur Fiat Abarth 031, et en 1978 alors au champion du monde des rallyes Markku Alén et à son copilote attitré Ilkka Kivimäki, sur Lancia Stratos HF. Il fut aussi deuxième en 1974 avec Beckers, encore sur Fiat Abarth 030 (it).
En 1977, il obtient un podium à l'issue de la Targa Florio avec Giorgio Schön, sur Osella PA5.
Il participe aux 24 Heures du Mans en 1968, 1973, et 1981 (14e alors avec Martino Finotto et Schön sur Lancia Beta Montecarlo Turbo, pour sa dernière apparition).
En 1967, il obtient trois podiums en championnat d'Europe FIA des voitures de tourisme (ETCC), avec une victoire lors des 3 Heures de Belgrade (sur Porsche 911), une deuxième place aux 4 Heures de Monza et à Budapest, ainsi qu'une troisième lors du RAC Tourist Trophy.
En 1968, il termine également quatrième du championnat ETCC, en Division 2 sur Alfa Romeo 1600 GTA.
En dehors de la compétition, il a également travaillé pour Lancia au développement de véhicules engagés en championnat du monde des rallyes;  il a piloté les prototypes de Lancia Delta S4, avec Markku Alén, pour leur mise au point, en 1984, avant leur introduction en compétition.